# Secaucus (Nueva Jersey)
Secaucus es una localidad situada en el condado de Hudson, en Nueva Jersey, Estados Unidos de América. La población era de 16 264 habitantes, según los datos del censo del año 2010. En el censo de Estados Unidos de 2020, la población de la ciudad había ascendido hasta los 22 181 habitantes, lo que suponía un aumento de 5 917 personas (+36,4 %) con respecto al recuento del censo de 2010, el cual, a su vez había reflejado un aumento de 333 habitantes (+2,1%), con respectos a los 15 931 habitantes contabilizados en el censo de 2000.
Ubicado dentro de New Jersey Meadowlands, es el más suburbano de los municipios del condado, aunque gran parte de la ciudad se dedica a usos de fabricación ligera, comercio minorista y transporte, además de contar con áreas protegidas. Antes de la década de los 50, en Secaucus se encontraban instaladas granjas de cerdos y vertederos, lo que le dio a la localidad la reputación de ser la más maloliente del área metropolitana de Nueva York.
Su hijo predilecto, Henry B. Krajewski, un granjero, era un habitual candidato político.
Tanto la principal emisora de la UPN, WWOR-TV, como la MSNBC, se encuentran instaladas en Secaucus, así como los New York Red Bulls de la Major League Soccer.
Secaucus es una derivación de las palabras algonquinas para "negro" (seke o sukit) y "serpiente" (achgook), o bien podría significar "lugar de serpientes".

## Geografía
Secaucus se encuentra en las coordenadas 40°47′15″N 74°3′42″O / 40.78750, -74.06167.
Según la Oficina del Censo Estadounidense, tiene una extensión de 16,9 km², de los cuales 15,3 km² son tierra firme y 1,6 km² es agua.
Al Sur se encuentra Snake Hill (a veces llamada Laurel Hill), una acumulación de rocas plutónicas que se eleva unos 50 metros sobre las praderas de Nueva Jersey, cerca de la autopista.

## Demografía
Según el censo del año 2000, había 15.931 habitantes, 6.214 hogares y 3.945 familias viviendo en esta localidad. La densidad de población era de 1.044,3 hab./km². Este mismo censo también reflejaba, en cuanto a razas, que el 78,54% eran blancos, el 4,45% afroamericanos, el 0,11% americanos nativos, el 11,8% asiáticos, el 0.04% isleños del Pacífico, y el 2,79% de otras razas. El 2,26% se clasificaban dentro de dos o más razas. Los latinos, con independencia de esta clasificación, eran el 12,26% de la población.
De los 6.214 hogares, el 25.7% tenían niños por debajo de los 18 años, el 49.2% eran parejas casadas, el 10.7% tenían mujeres sin el marido presente, y el 36.5% no eran familias. El 36.1% de todos los hogares se componían únicamente de individuos, y el 12.8% de alguien viviendo solo con una edad superior a los 65 años. La media de cada hogar era de 2.41 mientras que el de las familias era de 3.08.
Por grupos de edades, el 19,2% eran menores de 18 años, el 6,4% de 18 a 24, el 33,5% de 25 a 44, el 24,8% de 45 a 64 y el 16,1% tenían 65 años o más. La edad media era de 40 años. Por cada 100 mujeres había 97,9 hombres. Por cada 100 mujeres de 18 años o más, 94.2 hombres.
El ingreso medio anual de los hogares era de $59.800, y el de cada familia era de $72.568. Por sexos, la media de los hombres era de $49.937 frente a los $39.370 de las mujeres. La renta per cápita se situaba en $31.684. Alrededor del 3,9% de las familias y el 7,6% de la población se encontraban por debajo del umbral de pobreza, incluyendo al 6,4% de aquellos con menos de 18 y el 9,0% de los mayores de 65.

## Deportes
El equipo local de fútbol masculino es el Secaucus FC. Fundado en 2001 por algunos de los miembros de la primera generación de futbolistas de la localidad, el Secaucus FC representa a la ciudad en la Garden State Soccer League, y en otros torneos y ligas del estado. Es el primer equipo de fútbol masculino en surgir de Secaucus.

## Transporte

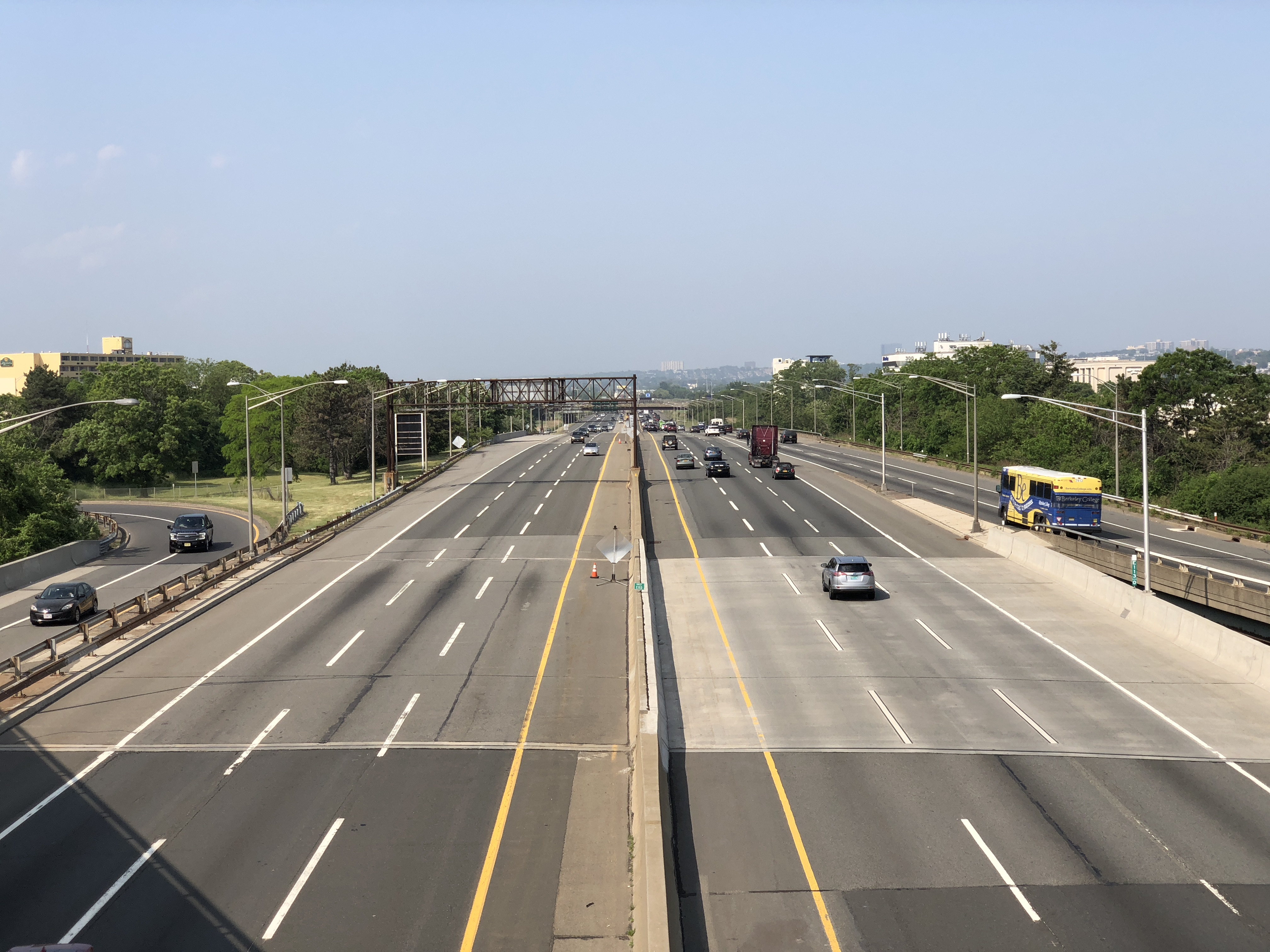
Vista hacia el norte a lo largo de la carretera interestatal 95 (New Jersey Turnpike Eastern Spur) desde el paso elevado para la rampa hacia la ruta estatal 495 de Nueva Jersey (Lincoln Tunnel Approach) en Secaucus, condado de Hudson, Nueva Jersey.

Secaucus posee muy buenas comunicaciones tanto por carretera como por tren. La localidad está dividida en cuatro por la NJ 3, que cruza de este a oeste, y la New Jersey Turnpike, que se orienta en dirección norte-sur.
Por este motivo, hay muchos almacenes y estaciones de camiones en Secaucus pertenecientes a empresas de paquetería como UPS y también minoristas. Por ejemplo, el servicio de Barnes & Noble de entrega en el mismo día en la ciudad de Nueva York, funciona desde un almacén situado en Secaucus. Además dispone de una gran estación de carga operada por Conrail en la cual se mueven cargas de unos trenes a otros, o bien se transfieren a camiones.
Numerosas líneas de autobús dan servicio en Secaucus, varias de las cuales llegan hasta Nueva York. 
Secaucus es también donde se localiza la estación Secaucus Junction, perteneciente a New Jersey Transit, también conocida como Frank R. Lautenberg Junction o simplemente como Secaucus Transfer ya que desde el 2006 no hay un verdadero "empalme" de vías (en inglés, "junction"), aunque hay planes para realizarlo en el futuro. Esta estación sirve de punto de enlace para todas las líneas de larga distancia de NJ Transit, excepto las líneas de Raritan Valley y Atlantic City. Sin embargo, el acceso a la estación desde Secaucus está algo limitado, al encontrarse muy al sureste de la localidad.